# Yukihiro Doi
Yukihiro Doi (en japonès: 土井 雪広, Osaka, 18 de setembre de 1983) és un ciclista japonès, professional des del 2004 i actualment a l'equip Matrix Powertag. En el seu palmarès destaca el Campionat nacional en ruta de 2012.

## Palmarès
- 2012
  -  Campió dels Japó en ruta

### Resultats a la Volta a Espanya
- 2011. 150è de la classificació general
- 2012. 139è de la classificació general